# 明王

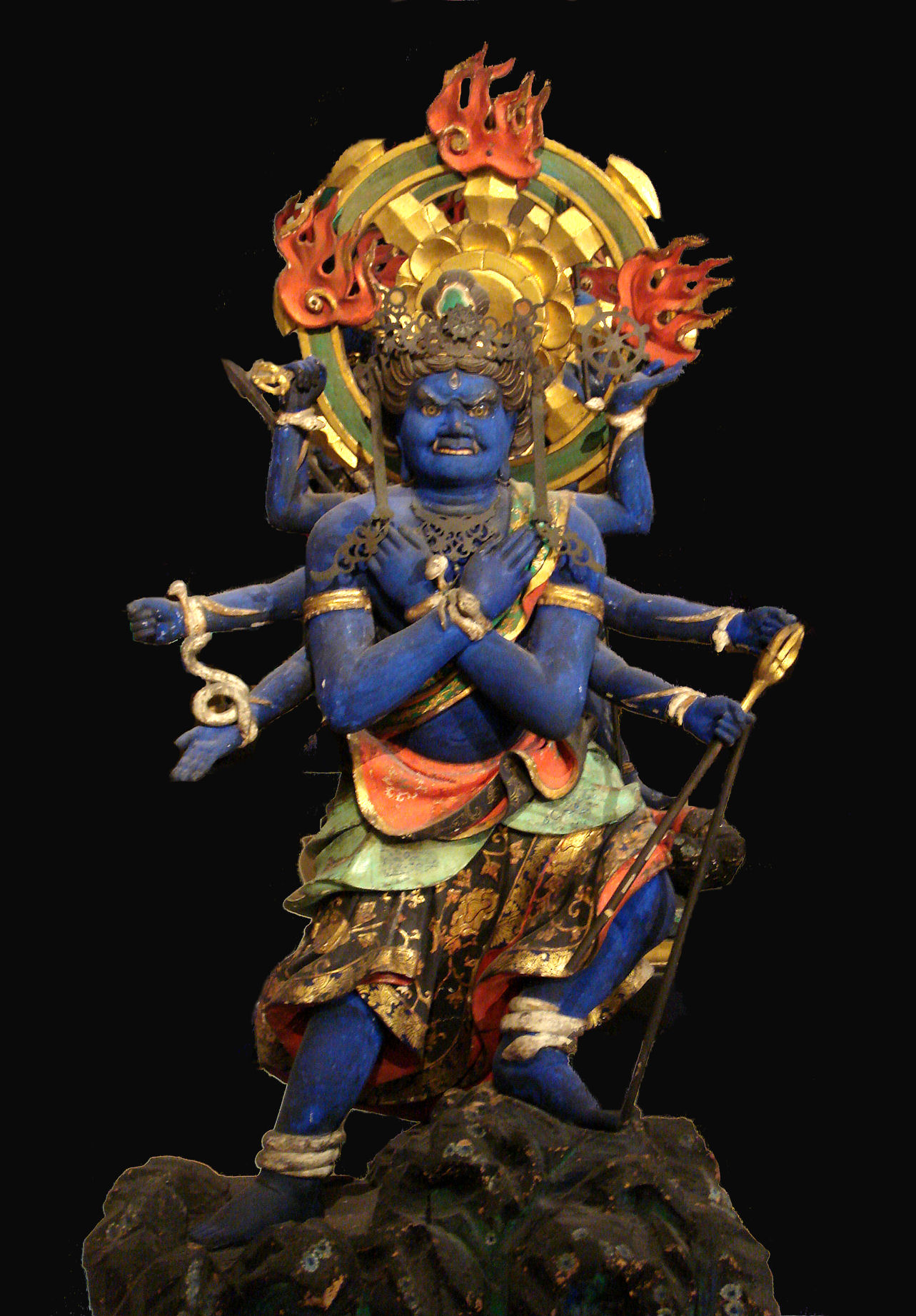
軍荼利明王

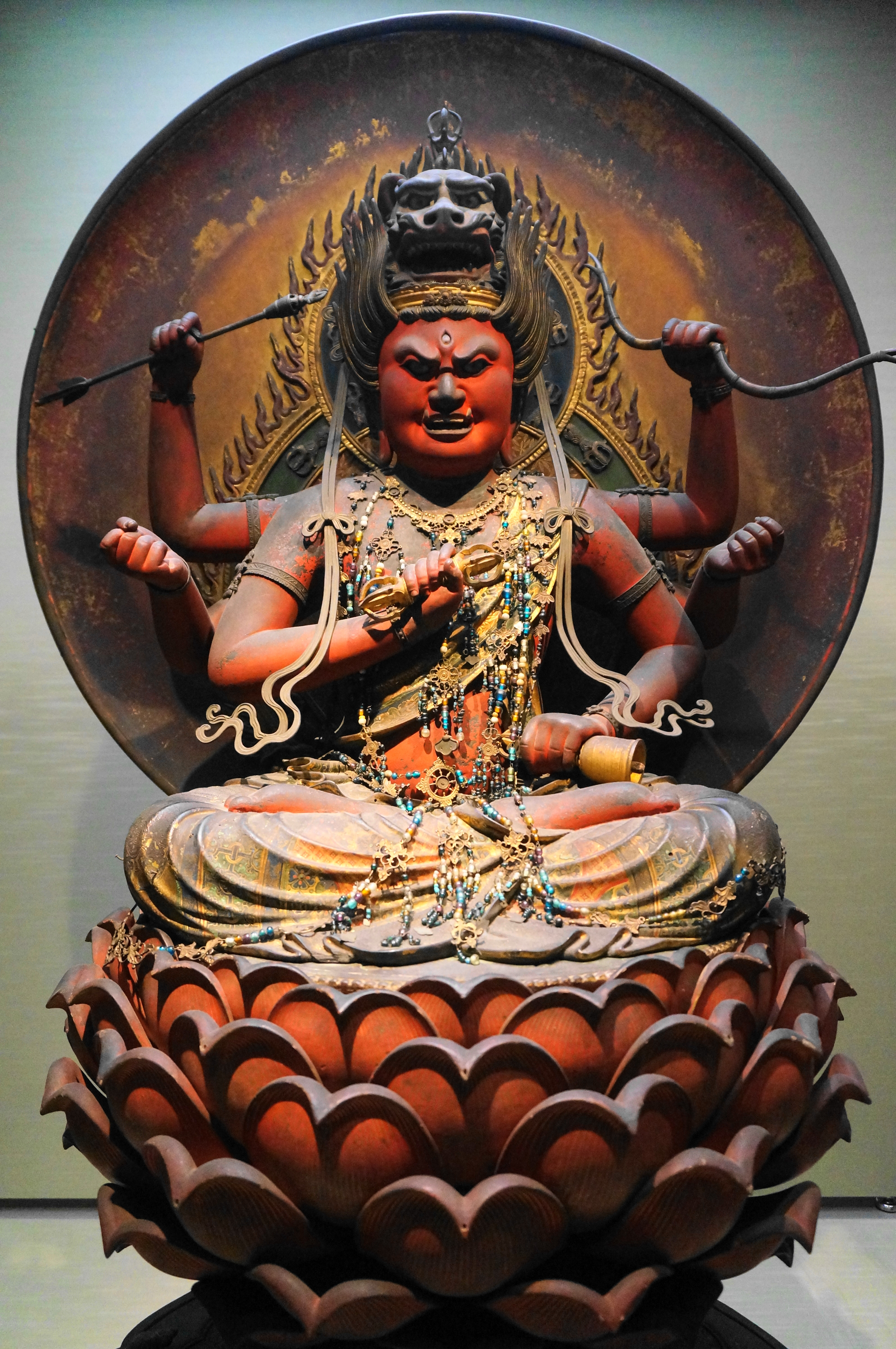
愛染明王、鎌倉時代、13世紀、重要文化財、東京国立博物館蔵、内山永久寺旧蔵

明王（みょうおう、梵: विद्याराज vidyā-rāja）は、密教における尊格及び称号で、如来の変化身ともされる。明王には女性の尊格もある。

## 語義
明王の「明」は、本来 サンスクリット語 विद्या（vidyā）で表し、「知識(ज्ञान)」「学問」を意味する一般的な名詞である。密教の文脈においては、特に仏が説いた真言、呪文のことを指し、明あるいは明呪と漢訳される。そして「明王」という言葉は、「呪文の王者」を意味し、真言の別名であるが、一般的には密教特有の尊格の意味で用いられる。

## 概要
一般に、密教における最高仏尊大日如来の命を受け、仏教に未だ帰依しない民衆を帰依させようとする役割を担った仏尊を指す。この尊格は強剛難化な衆生を教えに導く役割を負っているため教令身（きょうりょうしん）あるいは教令輪身（きょうりょうりんじん）という名で呼ばれる。或いは全ての明王は、大日如来が仏教に帰依しない強情な民衆を力ずくでも帰依させる為、自ら変化した仏であるとも伝えられる。そのため、仏の教えに従順でない者たちに対して恐ろしげな姿形を現して調伏し、また教化する仏として存在している。
明王は一般的に「天」と名の付く天部の神々（毘沙門天、帝釈天、弁才天等）と同様に、古代インド神話に登場する神々、特に夜叉や阿修羅と呼ばれた悪鬼神が仏教に包括されて善の神となった者が多いのが特徴である。明王はもともと古代インド神話においても「天」より高い見地に所在していた存在であることが多く、仏教に包括された後も「天」は仏の世界を支える須弥山という山の守護を主役割とし、明王は民衆の教令を主とする等、その役割に違いが現れている。
明王は一般的に忿怒（ふんぬ）の相で火炎を背負い、髪は怒りによって逆立ち、法具や装飾品は極力身に付けず、法衣は片袖を破って動き易くし、武器類を手に持った姿で表現されることが多い。ただし孔雀明王のような例外もある。憤怒の相は単なる怒りを表現したものではなく、
- 仏教に帰依しない民衆を畏怖させてでも教えに帰依させんとする気迫を表したもの
- 仏教に帰依せず、仮の快楽に心浮かれている民衆の有り様に心砕く様＝丁度親不孝者の一人息子の将来に心を砕く老いた父親の内心の如き悲しみを表したもの
- 仏界を脅かす煩悩や教えを踏みにじる悪に対する護法の怒り

等を表現したものであり、人々の仏性を開発し悪を討つ力を持った明王ならではのものである。
これらのことから、天部に対して区別するため、明王部あるいは、忿怒部といわれる。
日本には奈良時代に明王に関する経典が請来されているが、体系的に伝来したのは、真言宗系統では空海、天台宗系では円珍・円仁以降、平安時代になってからのことである。

## 主な明王

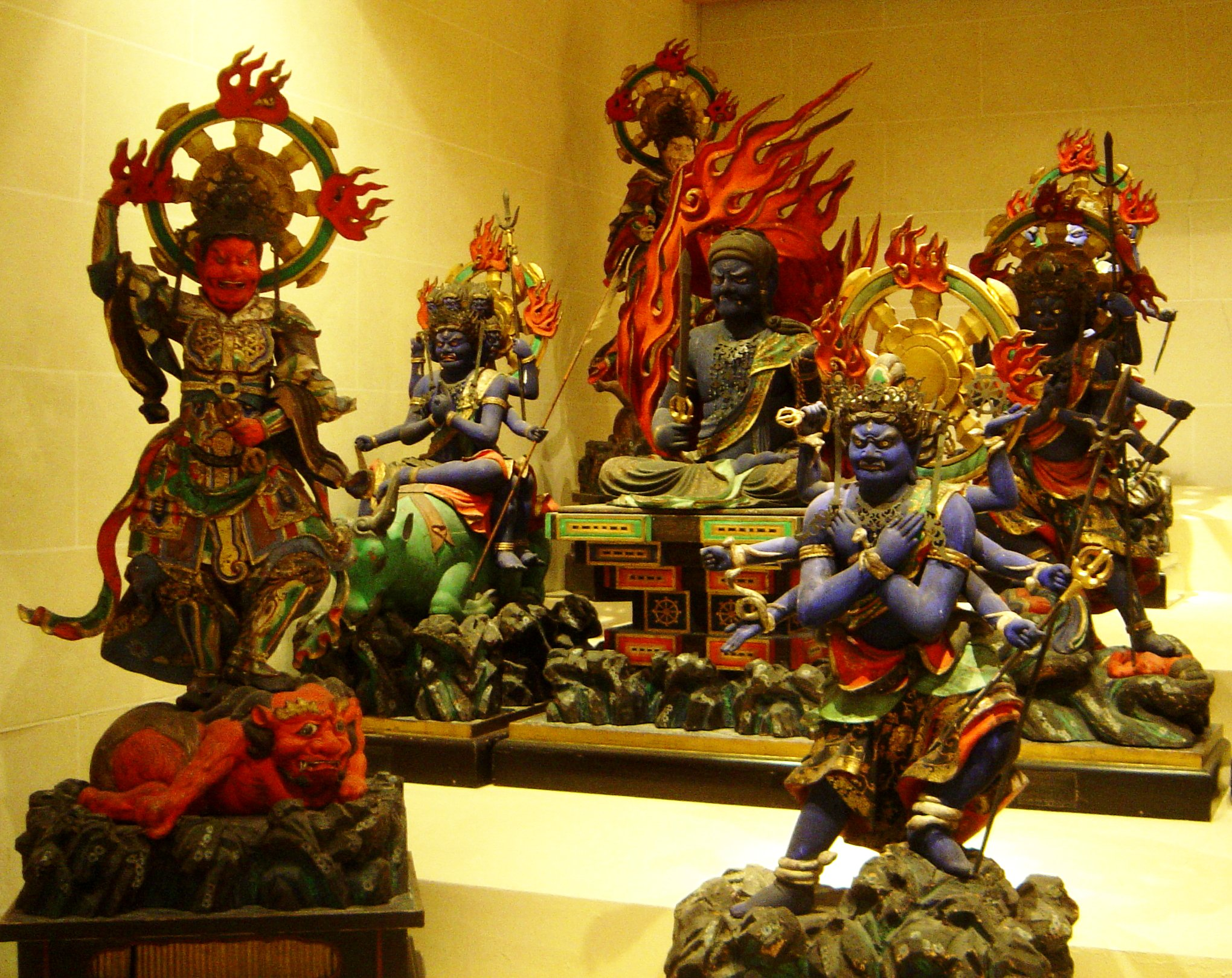
明王のパンテオン（ギメ東洋美術館、パリ）

- 五大明王
  - 不動明王
  - 降三世明王
  - 軍荼利明王
  - 大威徳明王
  - 金剛夜叉明王

- 大元帥明王
- 愛染明王
- 孔雀明王
- 烏枢沙摩明王
- 馬頭明王（別尊：馬頭観音）
- 六字明王
- 大可畏明王